# Distretto di contea di Rhondda Cynon Taf
Il distretto di contea di Rhondda Cynon Taf (in inglese Rhondda Cynon Taf County Borough, in gallese Bwrdeistref Sirol Rhondda Cynon Taf) è un distretto di contea del Galles meridionale.

## Geografia fisica
Il distretto confina a nord con la contea di Powys, a est con il distretto di contea di Merthyr Tydfil e quello di Caerphilly, a sud con Cardiff e il distretto di contea di Vale of Glamorgan e a ovest con quelli di Bridgend e di Neath Port Talbot.
Il territorio è prevalentemente collinare. Tra le colline si distende la valle del fiume Taff e dei suoi affluenti: Rhondda Fawr, Rhondda Fach e Cynon. Nelle valli si concentra la maggior parte dei centri urbani. Alla confluenza del fiume Rhondda con il Taff è posta la città di Pontypridd. Nella valle del fiume Cynon sono ubicate le città di Aberdare e di Mountain Ash. Il consiglio del distretto ha sede a Tonypandy, cittadina posta nella valle del Rhondda Fawr.

## Storia
Il distretto è una unitary authority nata il primo aprile del 1996 in attuazione del Local Government (Wales) Act del 1994. Nel distretto sono stati riuniti gli ex distretti di Cynon Valley, Rhondda e di Taff-Ely (ad eccezione di Pentyrch che fu incorporata nel distretto di Cardiff) facenti parte fino ad allora della contea di Mid Glamorgan.